# Hogna alexandria
Hogna alexandria este o specie de păianjeni din genul Hogna, familia Lycosidae. A fost descrisă pentru prima dată de Roewer, 1960.
Este endemică în Egipt. Conform Catalogue of Life specia Hogna alexandria nu are subspecii cunoscute.